# Plounéour-Trez
Plounéour-Trez is een plaats en voormalige gemeente in het Franse departement Finistère (regio Bretagne) en telt 1173 inwoners (1999). De plaats maakt deel uit van het arrondissement Brest. Plounéour-Trez is op 1 januari 2017 gefuseerd met de gemeente Brignogan-Plage tot de gemeente Plounéour-Brignogan-plages. 

## Geografie
De oppervlakte van Plounéour-Trez bedraagt 10,6 km², de bevolkingsdichtheid is 110,7 inwoners per km².
De onderstaande kaart toont de ligging van Plounéour-Trez met de belangrijkste infrastructuur en aangrenzende gemeenten.

## Demografie
Onderstaande figuur toont het verloop van het inwonertal (bron: INSEE-tellingen).

## Afbeeldingen

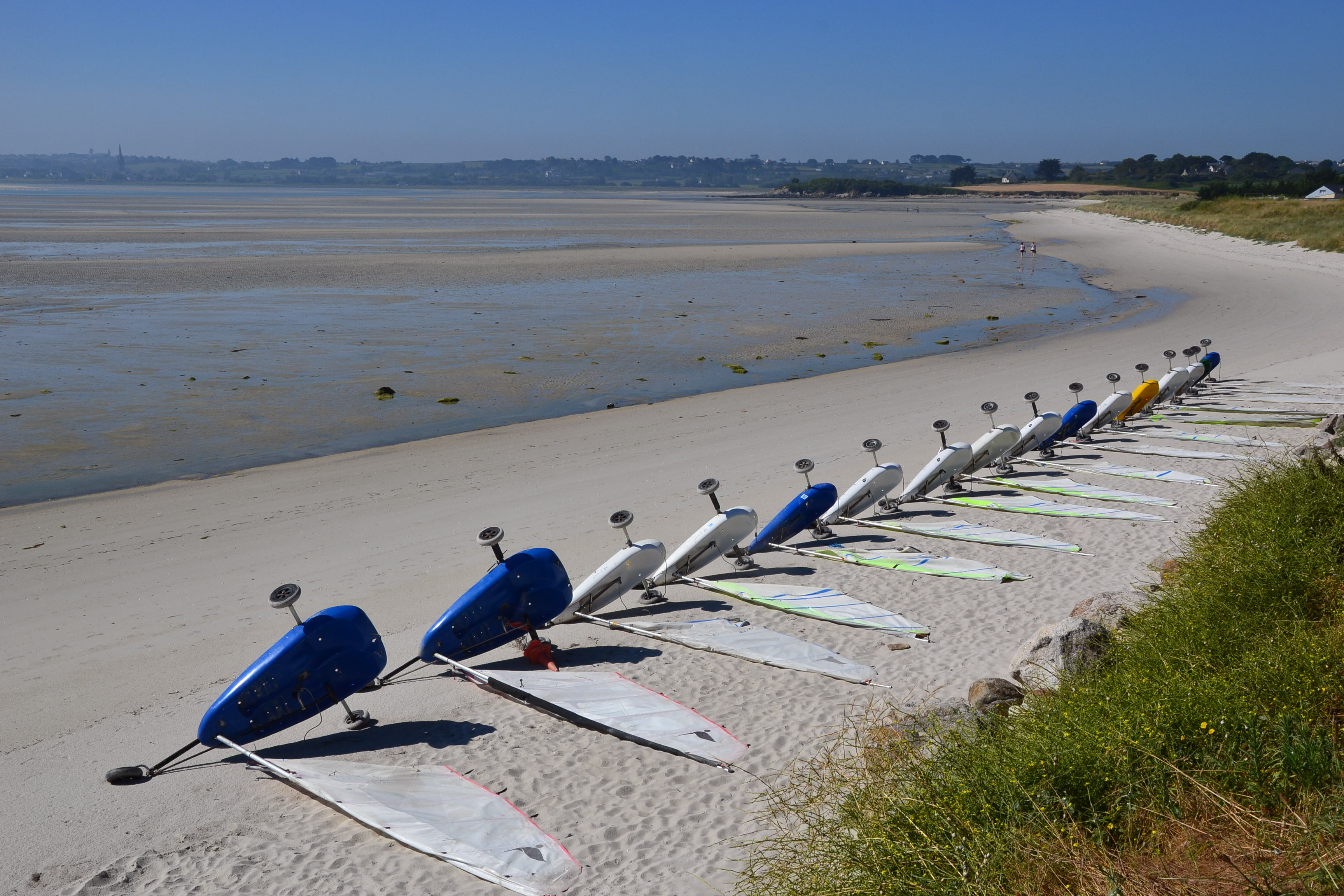
Zeilwagens op het strand bij Plounéour-Trez
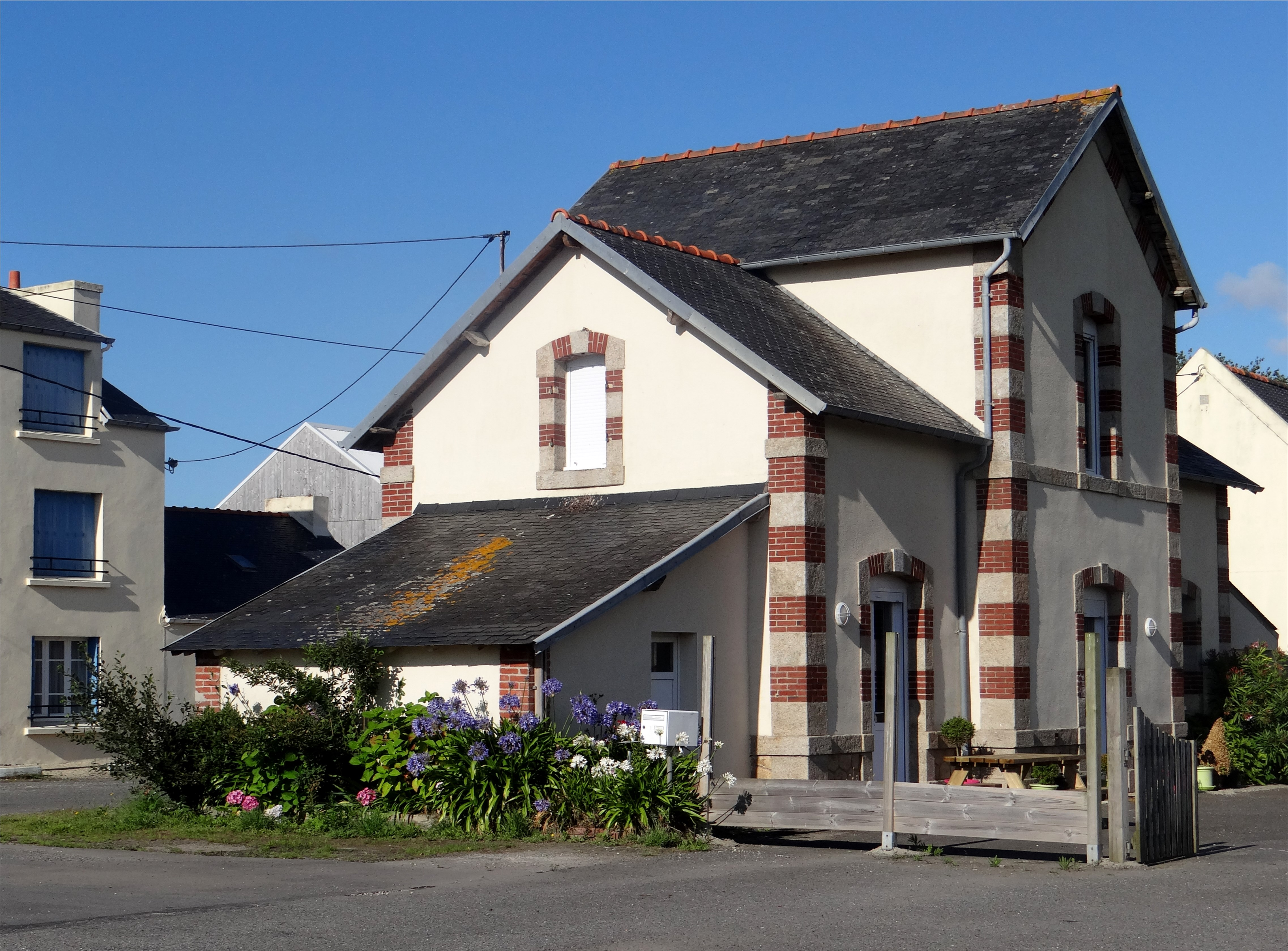
Voormalig station